# Cloniophorus gracilis
Cloniophorus gracilis är en skalbaggsart som först beskrevs av Jordan 1894.  Cloniophorus gracilis ingår i släktet Cloniophorus och familjen långhorningar. Inga underarter finns listade i Catalogue of Life.